# Hansjürgen Bulkowski

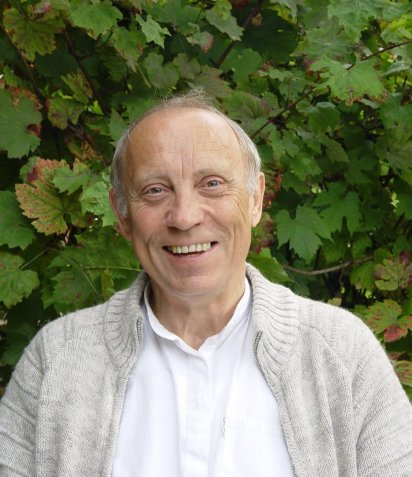
Hansjürgen Bulkowski, 2007

Hansjürgen Bulkowski (* 26. April 1938 in Berlin-Schmargendorf; † 28. Dezember 2024 ebenda) war ein deutscher Schriftsteller und Übersetzer.

## Leben

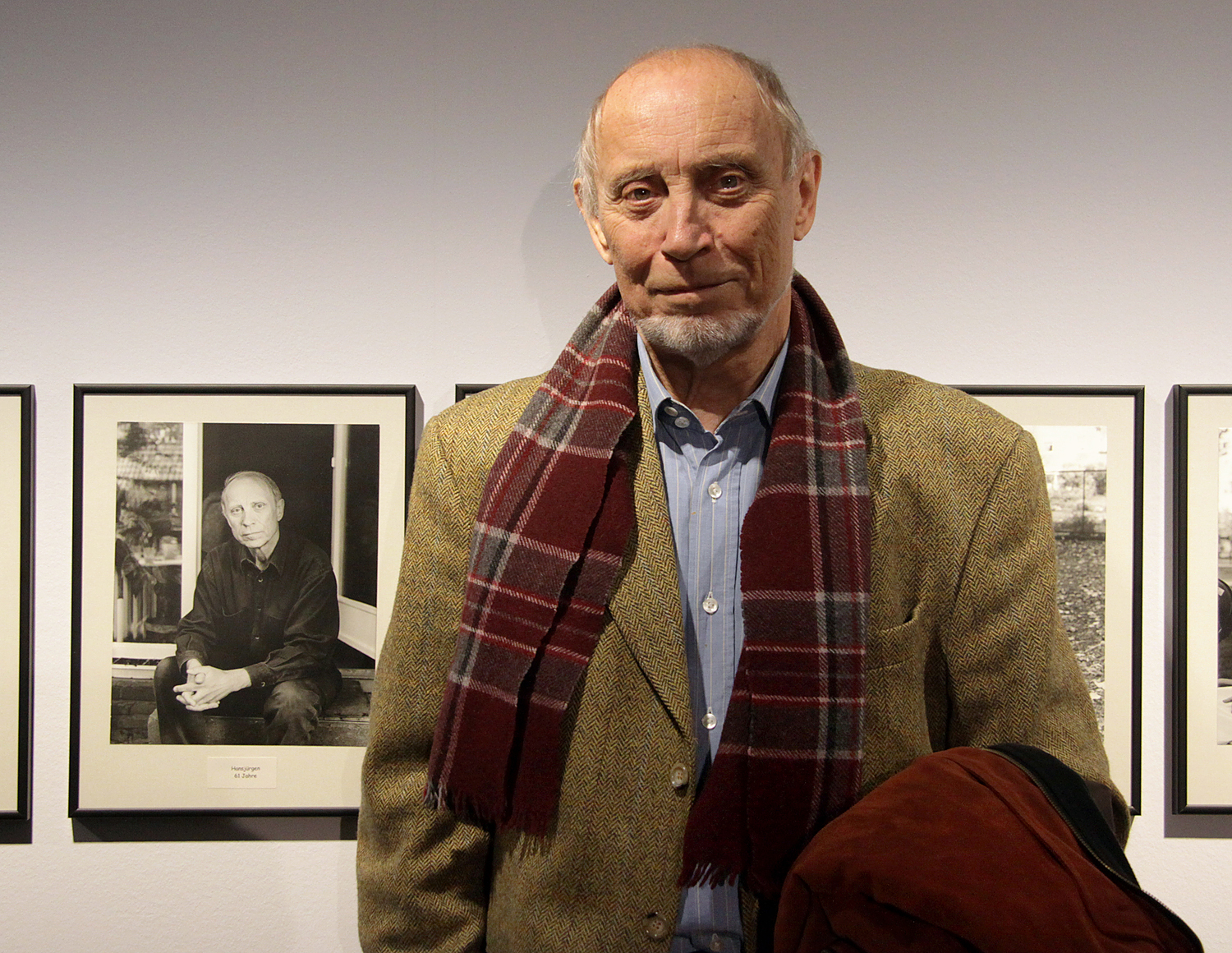
Hansjürgen Bulkowski, 2016

### Erste berufliche Schritte
Hansjürgen Bulkowski wuchs im Berliner Ortsteil Schmargendorf auf. Von 1957 bis 1961 war er Angestellter der Bundesknappschaft in Bochum. Nachdem er am Kölner Bibliothekar-Lehrinstitut des Landes Nordrhein-Westfalen eine Ausbildung zum Diplom-Bibliothekar absolviert hatte, arbeitete er von 1964 bis 1969 als Bibliothekar an der Stadtbücherei Krefeld. 

### Leben als freier Schriftsteller
Ab 1966 trat er mit literarischen Texten, Lesungen und Happenings an die Öffentlichkeit. Im Jahr 1968 nahm er an der sogenannten „Aktion 68“ um den Künstler Hans-Peter Alvermann teil. 1968 war er Mitbegründer des sogenannten „LIDL-Raums“ in Düsseldorf (zusammen mit Chris Reinecke, Jörg Immendorff und Wolfgang Feelisch).
Ab 1969 war Bulkowski freier Schriftsteller in Düsseldorf. Von 1968 bis 1978 hatte er Lehraufträge zu den Themen „Literatur“ und „Medienkunde“ an der Fachhochschule Düsseldorf. 1973 wurde er Mitbegründer der Autoren- und Künstlergruppe RE'UN'ANZ. Zwischen 1978 und 1986 hatte Bulkowski die Leitung einer Literaturwerkstatt in Düsseldorf.
1978: Begegnung mit Walter Höllerer, Teilnahme an dessen „Welt-Ei-Fest“ 1979 in Sulzbach-Rosenberg. Veröffentlichung zweier Erzählungen (über Norbert Wiener und Albert Einstein) in Walter Höllerers Reihe „LCB-Editionen“. 1982 und 1983 hatte er die Redaktion LITERATUR IM ÜBERBLICK Düsseldorf (zusammen mit Niklas Stiller und Peter Glaser). Ab 1983: Übersetzungen der niederländischsprachigen Avantgarde (u. a. Paul von Ostaijen, Theo van Doesburg). Seit 1988 bis 2013: Mitarbeit im Landesausschuss NRW der Deutschen Künstlerhilfe.
Seit 2007 literarischer Vorlass im Archiv der Akademie der Künste Berlin, zum Teil auch im Heinrich-Heine-Institut Düsseldorf. 2012 Aufenthalt in Tunis (Bericht in der Zeitschrift Merkur). Ab Anfang 2013 bis Ende 2019 wöchentliche Versendung seiner Poetopien per E-Mail.
Am 28. Dezember 2024 starb Hansjürgen Bulkowski in Berlin-Schmargendorf.

## Wirken und Auszeichnungen
Hansjürgen Bulkowski ist Verfasser von Kurzprosa, Lyrik, Hörspielen und veröffentlichte u. a. im „Rowohlt Literaturmagazin“, Tintenfisch, Schreibheft, „Neues Rheinland. Zeitschrift für Landschaft und Kultur“, Litfaß, Sprache im technischen Zeitalter, Signum, neue deutsche literatur, Merkur u. v. a. Hansjürgen Bulkowski ist seit 1972 Mitglied des Verbandes Deutscher Schriftsteller. Neben einer Reihe von Förderstipendien des Landes Nordrhein-Westfalen erhielt er u. a. 1980 das Amt eines Stadtschreibers von Soltau, 1991 ein Stipendium des Künstlerdorfes Schöppingen, 1993 ein Stipendium des „Vertalershuis Amsterdam“ sowie 1996 ein Stipendium des Künstlerhauses Lukas in Ahrenshoop. 1997 bekam er ein Stipendium im Vertalershuis Löwen, und 1999 ein Auslandsstipendium des Auswärtigen Amtes in Warschau.

## Privates
Seit dem Ende der 1970er Jahre lebte Bulkowski viele Jahre in Meerbusch-Osterath im Rheinland. Von August 2008 an wohnte er wieder in Schmargendorf.

## Werke
- Hier eines unabgeschlossenen Vorgangs papierner Teil. Krefeld 1969
- Bulkowski live. Andernach 1971
- Lesen, ein Vorgang. Wolfgang Fietkau Verlag, Berlin 1972, Schritte 22
- media news of RE'UN'ANZ. Zusammen mit Landfried Schröpfer. Düsseldorf 1973
- Hansjürgen Bulkowski. Düsseldorf 1976
- Tempo. Köln 1977
- Netz der Augenblicke. Krefeld 1979
- Die Stimmung des Flusses zu beobachten ist immer reizvoll. Berlin 1979, Reihe: LCB-Editionen 55
- Atlas. Bergen 1983
- Ambrosias Himmel. Krefeld 1993
- Greet’s Augen. Köln 1993
- Das Modul. Düsseldorf 1995
- Blickliebe. Andernach 1997
- Hellers Fall. Weißach i.T. 1999
- Nach dem Kino. Fiktionen und Realien. Düsseldorf 2003. Reihe: Ehrenwort Nr. 1.
- Es ist wie es ist, und wie. Siebenzeiler. Andernach 2008
- Mitlesebuch 97 – Hansjürgen Bulkowski. Berlin 2008
- Liebe zur Sache. Die Dinge, mit denen wir leben. Berlin 2010
- Und wie! Berlin 2011
- Nachrichten aus Notzeiten. Berliner Kindheit 1945 bis 1950. München 2017
- Poetopies/Poetopien. Englisch/Deutsch. München 2017
- Wie spät sind wir? 7-zeilige Gedichte. Berlin 2018
- Aufs Ganze. Geschichten zum Weitererzählen. München 2019
- Schreibvorgang 1980. Ein handschriftliches Jahreswerk. Berlin 2020
- (Sämtliche) Poetopien/Poetopies. Deutsch/Englisch. München 2021
- Derzeit. Heutige Gedichte. Berlin 2023

## Essays, Aufsätze (Auswahl)
- Liebe zur Sache. Über Dinge. Merkur, 677/678, 2005
- Augenblicke in Tunis. Bericht. Merkur, 759, 2012
- Worauf wir zugehen. Über einige Merkmale des Zeitenwechsels. Scheidewege, Jg. 42, 2012/2013
- Von mir aus, von uns aus. Über eigenes und gemeinsames Vermögen. Scheidewege, 43, 2013/2014
- Voller Energie. Im Wechselbezug der Bewegkräfte. Scheidewege, 44, 2014/2015

## Herausgeber
- PRO, blätter für neue literatur (später PRO, ein schriftlicher Vorgang). Avantgardistische Literatur- und Kunst-Zeitschrift. Krefeld, Düsseldorf 1966–1977
- Das ist ein Mensch, Kindertexte, Wuppertal 1974
- Vorsicht, Texte der Literaturwerkstatt Düsseldorf, Düsseldorf 1982
- Der zweite Mond, Krefeld 1984
- Schwerkraft und Schweben, Andernach 1999

## Übersetzungen aus dem Niederländischen
- Evert Rinsema: Der Mensch ist von Natur aus eckig. Bergen 1980
- Theo van Doesburg: Das andere Gesicht. München 1983
- Theo van Doesburg: Auf dem Weg zu einer konstruktiven Dichtkunst. Köln 1991
- Paul van Ostaijen: Besetzte Stadt. München 1991

## Sonstiges
- Das Spiel, auf das wir alle gewartet haben. Zusammen mit Landfried Schröpfer. Hörspiel. Saarländischer Rundfunk, 1977
- Das nichtverstandene Signal. Die Selbstverbrennung des Hartmut Gründler. Funkessay. WDR, 1978 und 1988
- Der Kybervater. Hörspiel. Saarländischer Rundfunk, 1980
- Die Suche nach der verborgenen Ordnung der Dinge. Über Thomas Pynchon. Radio-Essay, 1980
- Die Dinge. Ein Bühnenstück für Gegenstände und Menschen. Uraufführung TAM Theater Krefeld, 2009. Hierzu eine DVD, Düsseldorf 2009
- Zukunft oder Worauf wir zugehen. Radio-Essay. SWR 2, 2012